# السفينة فيربينا
السفينة إم في فيربينا (بالإنجليزية: MV Verbena) هي سفينة شحن بضائع سائبة. تمتلكها جهة أوكرانية وتديرها جهة بولندية وتبحر تحت علم بالاو.

## البيانات الفنية للسفينة
بنيت السفينة عام 2008. يبلغ طول السفينة 139 متر وعرضها 19 متر وتبلغ حمولتها الكلية 7485 طن ومسجلة في المنظمة البحرية الدولية برقم IMO 9522075 وتحمل رمز النداء T8A4575. سميت عند بناءها في 2008 بإسم بلو إمبِيرور 5 (BLUE EMPEROR 5) وفي ديسمبر 2021 تغير اسمها إلى بريتي أوشن 1 (PRETTY OCEAN 1) ثم في مارس 2022 إلى برود أوشن 1 (BROAD OCEAN 1) وفي ديسمبر 2023 إلى VERBENA.

## استهداف السفينة في خليج عدن
في يوم الخميس 13 يونيو 2024 استهدف أنصار الله الحوثيون السفينة بصواريخ كروز مضادة للسفن بينما كانت السفينة تبحر في خليج عدن على بعد 98 ميلًا بحريا (حوالي 181 كيلو متر) شرقي مدينة عدن اليمنية وهي مبحرة تحت علم بالاو في طريقها من ماليزيا إلى ميناء البندقية في إيطاليا وكان متوقعاً لها أن تصل الميناء في 28 يونيو 2024. وقد أصيبت السفينة التي تملكها شركة أوكرانية وتديرها شركة بولندية وترفع علم بالاو، إصابة مباشرة ونشب فيها حريق لم يتمكن طاقم السفينة من السيطرة عليه، مما حدى بالطاقم إلى إطلاق نداء استغاثة استجابت له سفينة إم في آنا ميتا والتي بدورها قدمت المساعدة واستعادت البحارة ونقلتهم إلى بر الأمان، وقد أصيب في الهجوم بحار بجروح خطيرة وتم إجلاؤه من جانب القوات الأمريكية، بينما رفضت الفرقاطة الإيرانية جماران والتي كانت على بعد ثمانية أميال بحرية من السفينة فيربينا الاستجابة لنداء الاستغاثة. وقالت وكالة عمليات التجارة البحرية البريطانية (UKMTO) إن ثلاثة صواريخ أصابت السفينة فيربينا، مما أدى إلى نشوب حريق وإلحاق أضرار بالسفينة. وقالت القيادة المركزية الأمريكية إنه بينما كان طاقم السفينة يحاول إخماد الحريق، قامت مروحية من السفينة الحربية التابعة للبحرية الأمريكية في بحر الفلبين بإجلاء البحار المصاب إلى سفينة تابعة لقوة شريكة قريبة لتلقي الرعاية الطبية.
في يوم السبت 15 يونيو 2024 أعلن الناطق العسكري بإسم حركة أنصار الله الحوثيين غرق السفينة الأوكرانية المستهدفة فيربينا في خليج عدن.